# Cosmopolitan Art Association
Die Cosmopolitan Art Association, anfangs unter dem Namen Sandusky Art Union, war ein US-amerikanisches Unternehmen des Kunsthandels und der Verlosung von bildender Kunst in Sandusky, Ohio, und New York City, das 1850 sowie von 1854 bis 1861 bestand.

## Geschichte

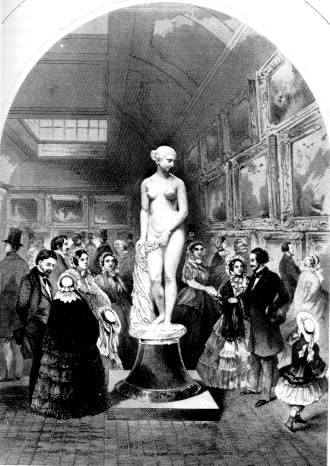
Ausstellung von Hiram Powers’ Skulptur „Griechische Sklavin“ in der Düsseldorf Gallery, Stich von Robert Thew, um 1858 – Die Skulptur war Ende 1857 der Hauptgewinn einer Lotterie der Cosmopolitan Art Association, die im selben Jahr die Düsseldorf Gallery samt ihren Bildern übernommen hatte.

Chauncey Lyman Derby (* 1825 in Little Falls, Herkimer, New York; † 1876 in New York City) war ein US-amerikanischer Kunst- und Buchhändler, der zunächst in Cincinnati bei seinem Bruder, dem Buchhändler und Verleger James Cephas Derby (* 1818 in Little Falls, New York; † 1892), gelebt und gearbeitet hatte. Nachdem er in Sandusky, Ohio, einen eigenen Kunst- und Buchhandel eröffnet hatte, bewarb er im Dezember 1850 seine Sandusky Art Union. Dies war kein Kunstverein, wie er sich als American Art-Union 1839 in New York City oder als Western Art-Union 1847 in Cincinnati gebildet hatte, sondern ein Kunsthandel in Form einer Verlosung von bildender Kunst, bei dem Käufer eines Drei-Dollar-Tickets ein Werk aus einer Menge von 200 Preisen der „besten amerikanischen und französischen Künstler“ erhielten. Die Werbung behauptete, dass nicht mehr als 200 Tickets verkauft werden würden und dass der Wert der 200 Preise sich zwischen 1,5 und 60 Dollar bewegen würde. Abgesehen von einer Bay City Art Distribution im Jahr 1853 wiederholte er diese Form des Kunsthandels bis 1854 offenbar nicht erneut, vielmehr dehnte er seinen stationären Kunst- und Buchhandel zwischen 1851 und 1854 auf den Verkauf von Tresoren, Akkordeons und Klavieren sowie die Durchführung damit zusammenhängender Dienstleistungen aus.
1854 veräußerte er seinen Buchhandel in Sandusky an George S. Henderson.  Unter der Firma Cosmopolitan Art and Literary Association, später verkürzt zu Cosmopolitan Art Association, trat er sodann wieder mit Jahresverlosungen von bildender Kunst in Erscheinung. Am 31. Oktober 1854 eröffnete er eine Cosmopolitan Art Gallery in Sandusky, später Western Gallery genannt. Im folgenden Jahr verlegte er seinen geschäftlichen Schwerpunkt nach New York City, wo er eine elegante Kunstgalerie mit mehreren Sälen betrieb. Durch ein Drei-Dollar-Ticket erwarben die Käufer nicht nur eine Teilnahme an Jahresverlosungen, sondern auch die Auswahl zwischen einem Kunstmagazin oder einer Reproduktionsgrafik. In New York City nutzte Derby die Reputation von bekannten Literaten wie Washington Irving und Harriet Beecher Stowe, die neben den Gouverneuren von 14 Bundesstaaten im Katalog als Unterstützer der Cosmopolitan Art Association genannt waren. Als Sprecher der Jahresverlosungen und für Vortragsveranstaltungen engagierte Derby prominente Persönlichkeiten, im Jahr 1857 etwa Ralph Waldo Emerson. Im gleichen Jahr gelang ihm der Erwerb der Sammlung der Düsseldorf Gallery des New Yorker Wein-, Spirituosen- und Kunsthändlers Johann Gottfried Böker für eine Summe von 180.000 US-Dollar. Die von Böker übernommene Düsseldorf Gallery wurde als Eastern Gallery fortgeführt. Von den Einnahmen, die Derby aus dem Verkauf der Sammlung generierte, baute er seine Galerien weiter auf. Als Folge der Wirtschaftskrise von 1857 lief das Geschäft allerdings schlecht, so dass die Western Gallery nach einer Weile ihre Pforten schloss, 1861 wegen der Auswirkungen des Sezessionskriegs auch die Eastern Gallery. Außerdem gab das von Derby seit 1856 herausgegebene Cosmopolitian Art Journal, das durch seine Themenauswahl insbesondere ein weibliches Publikum angesprochen hatte, im März 1861 das letzte Heft heraus.
Spektakuläre Höhepunkte von Derbys Jahresverlosungen waren die Lotterien gewesen, die er zur Veräußerung von Hiram Powers’ Statue Die griechische Sklavin (The Greek Slave) 1855 und 1857 veranstaltete. Weil ihm bekannt war, dass die Verlosung einer Variante dieser Skulptur in Cincinnati durch die Western Art-Union 1850/1851 eine Verdopplung der Zahl der Verlosungsteilnehmer erbracht hatte, erwarb er 1854 für die Jahresverlosung 1855 der Cosmopolitan Art Association ebenfalls eine solche Statue von Powers. Durch den Rückerwerb der 1855 verlosten Statue konnte er die Aktion 1857 wiederholen, womit es ihm gelang, die Zahl der Subskribenten auf 38.000 zu erhöhen. Gleichwohl machte er durch die Wirtschaftskrise von 1857 einen Verlust von 12.000 Dollar. Außerdem fiel wegen der Wirtschaftsflaute die Zahl der Subskribenten 1858/1859 auf unter 20.000.